# مايك هيل (سياسي)
مايك هيل (بالإنجليزية: Mike Hill)‏ هو سياسي بريطاني، ولد في 17 أبريل 1949 في المملكة المتحدة. انتخب Bishop of Buckingham ‏ (19 مارس 1998 – 2003) وانتخب Bishop of Bristol ‏ (2003 – ).